# Filimon din Colose
Filimon (/fɪˈliːmən, faɪ-/; în greacă Φιλήμων) a fost un credincios creștin timpuriu din Asia Mică, care a primit o scrisoare de la Pavel din Tars. Această scrisoare este cunoscută în Noul Testament sub numele de Epistola către Filimon a Sfântului Apostol Pavel. El este recunoscut ca sfânt de mai multe biserici creștine, împreună cu soția sa, Apfia.
Filimon a fost un credincios creștin bogat și preot (posibil episcop) al unei biserici de casă care era găzduită în locuința sa.
Mineiul din 22 noiembrie se referă la Filimon ca la un sfânt apostol care, împreună cu Apfia, Arhip și Onisim, a fost martirizat la Colose în prima persecuție generală care a avut loc în timpul domniei împăratului Nero.
În lista celor Șaptezeci de Apostoli, atribuită lui Dorotei din Tyr, Filimon este descris ca episcop de Gaza.